# Екологічне право

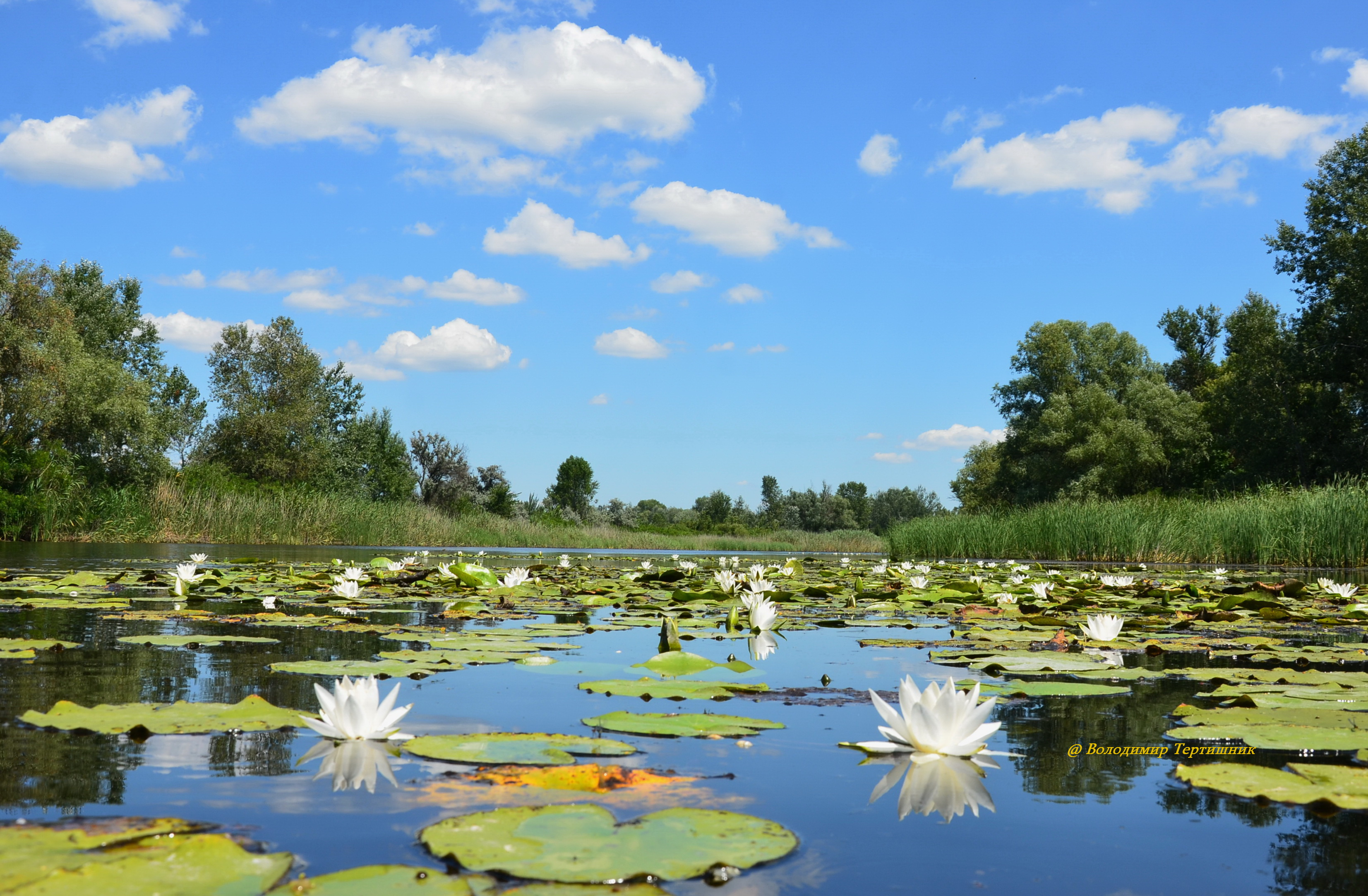
Лілеї - біла краса України на р. Оріль потребують захисту.

Екологі́чне пра́во, іноді пра́во довкі́лля — система правових норм і принципів, якими регулюються та охороняються суспільні відносини щодо охорони довкілля і раціонального використання природних ресурсів (екологічні правовідносини).
Такі суспільні відносини розподіляють на:
- природоресурсні правовідносини — суспільні відносини стосовно використання природних ресурсів;
- природоохоронні правовідносини — правовідносини в галузі екології.

Екологія – інтегративна природничо-правова наука, яка синтезуючи здобутки біології, ботаніки, агрономії, хімії, медицини, геології, експертології та інших наук, розкриває складні процеси взаємодії природи і людства, їх вплив на стан довкілля та здоров’я людини, формує стратегію та правову політику  пріоритетності екологічної безпеки суспільства, напрямки екологізації матеріального виробництва, механізми захисту екологічних прав людини. 
Предметом екологічного права   є суспільні відносини, що виникають між суб’єктами з приводу забезпечення екологічної безпеки, приналежності, використання, відтворення (відновлення) природних об’єктів та комплексів, охорони, а в певних випадках – захисту людини, навколишнього природного середовища від шкідливого впливу з метою попередження, запобігання, усунення його негативних наслідків, зниження екологічних ризиків і задоволення екологічних та інших інтересів в умовах сталого розвитку країни.
Ю.С. Шемшученко визначає екологічне право як «комплексну галузь права, якою регулюються суспільні відносини в галузі охорони навколишнього природного середовища, використання природних ресурсів, забезпечення екологічної безпеки та охорони особливо охоронюваних природних об’єктів і територій (об’єктів і територій екомережі) в інтересах теперішніх і прийдешніх поколінь».
Об’єкти екологічного права за типом:
- диференційовані, цей тип складається з:
  - земля;
  - надра;
  - рослинний світ;
  - атмосферне повітря;
  - тваринний світ.
- інтегровані, до нього відносять:
  - довкілля;
  - життя та здоров’я громадян.
- особливо охоронювані, до нього відносять:
  - природні комплекси та ландшафти — об’єкти та території природно-заповідного фонду;
  - природно-соціальні умови та процеси — курортні, лікувально-оздоровчі, рекреаційні зони;
  - екосистеми — виключна економічна зона, континентальний шельф з розташованими на них природними ресурсами;
  - природно-антропогенні зони — території, що зазнали впливу екологічних катастроф;
  - екологічна мережа.

Одними з основних принципів екологічного права та охорони довкілля є: пріоритетність вимог екологічної безпеки, обов'язковість додержання екологічних нормативів та лімітів використання природних ресурсів при здійсненні господарської, управлінської та іншої діяльності; гарантування екологічно безпечного середовища для життя і здоров'я людей;  екологізація матеріального виробництва на основі комплексності рішень у питаннях охорони довкілля, використання та відтворення відновлюваних природних ресурсів, широке впровадження новітніх технологій; збереження просторової та видової різноманітності і цілісності природних об'єктів і комплексів; науково обґрунтоване узгодження екологічних, економічних та соціальних інтересів суспільства на основі поєднання міждисциплінарних знань екологічних, соціальних, природничих і технічних наук та прогнозування стану довкілля.
В Україні наукові розробки доктринальних основ та правових проблем екологічного права були проведені у Секторі держави і права АН   та отримали розвиток у наукових працях В.І.Андрейцева, Г.І.Балюк, Ю.О.Вовка, А.П.Гетьмана, І.А.Дмитренка, В. А. Зуєва, В.В.Костицького, С.М.Кравченко, Н.Р.Малишевої, М.І.Малишка, В. Л. Мунтян.  В.К.Попова, Б.Г.Розовського, Н.І.Титової, Ю.С.Шемшученка, М.В.Шульги, О.М. Шумила, В.О.Чуйкова та інших  авторів.
В 1992 році на міжнародній конференції в університеті  Гофстра у Нью-Йорку  відомий український вчений, академік НАН України  Юрій Туниця обґрунтував необхідність розробки та прийняття Екологічної конституції Землі, основна доктрина якої згодом була викладена в його працях.
Сучасне екологічне право створює умови для поширення і підвищення рівня екологічної освіти та формування екологічної свідомості громадян. Екологічно грамотна і вихована людина краще здатна раціонально, на наукових засадах використовувати природні ресурси, користуватися своїми екологічними правами та сприяти реалізації цих прав іншими особами. Екологічні знання потрібні кожній людині, оскільки вона сама є частиною природи, і життя її залежить від безперервного функціонування природних систем.
Екологічна освіта — це сукупність наступних компонентів: екологічні знання - екологічне мислення - екологічний світогляд - екологічна етика - екологічна культура. Кожному компоненту відповідає певний рівень (ступінь) екологічної зрілості: від елементарних екологічних знань, уявлень дошкільного рівня до їх глибокого усвідомлення і практичної реалізації на вищих рівнях. Умовно можна виділити наступні узагальнені рівні екологічної зрілості: початковий (інформативно-підготовчий), основний (базово-світоглядний), вищий, профільно-фаховий (світоглядно-зрілий).
Забезпечення екологічної безпеки і підтримання екологічної рівноваги на території України, подолання наслідків Чорнобильської катастрофи - катастрофи планетарного масштабу, збереження генофонду Українського народу є обов'язком держави ( ст. 16 Конституції україни) .
На органи державної влади Законом України «Про охорону навколишнього природного середовища» покладений обов’язок: здійснення розробки та організації виконання державних цільових, міждержавних екологічних програм; проведення моніторингу довкілля та екологічного аудиту, зниження антропогенних навантажень, ліквідація наслідків шкідливого впливу людської діяльності на природне середовище; впровадження у виробництво екологічно безпечних технологій; створення і забезпечення роботи мережі загальнодержавної екологічної автоматизованої інформаційно-аналітичної системи забезпечення доступу до екологічної інформації; організація і здійснення державного нагляду (контролю) за додержанням законодавства: про екологічну та радіаційну безпеку, про використання та охорону земель, вод та водних ресурсів, атмосферного повітря, лісів, рослинного та тваринного світу; організація роботи з ліквідації екологічних наслідків аварій; недопущення неконтрольованого ввезення в Україну екологічно небезпечних технологій, речовин і матеріалів; забезпечення вільного доступу населення до інформації про стан довкілля.
Відповідальність за незабезпечення безпечного для життя і здоров'я довкілля та порушення екологічного законодавства  передбачається в окремих нормах кримінального, адміністративного, цивільного та господарського права.

## Номативні акти
- Конституція України від 28 червня 1996 року. Відомості Верховної Ради України. 1996. № 30. Ст. 141
- Водний кодекс України
- Лісовий кодекс України. Із змінами, внесеними згідно із Законами України. URL: https://zakon.rada.gov.ua/laws/show/3852-12#Text
- Закон України «Про охорону навколишнього природного середовища». Із змінами, внесеними згідно із законами України. URL: https://zakon.rada.gov.ua/laws/show/1264-12#Text
- Закон України «Про стратегічну екологічну оцінку». Відомості Верховної Ради України. 2018 р. № 16. ст. 138. Із змінами, внесеними Законом України від 9 липня 2022 року № 2389-IX. Голос України від 19.11.2022. № 236.
- Закон України «Про матеріали і предмети, призначені для контакту з харчовими продуктами». Голос України від 19.11.2022 - № 236.
- Основні засади (стратегія) державної екологічної політики України на період до 2030 року, затверджені Законом України від 28 лютого 2019 року № 2697-VIII. Відомості Верховної Ради України. 2019. № 16. Ст. 70.
- Закон України «Про пестициди і агрохімікати». Відомості Верховної Ради України (ВВР), 1995, № 14, ст.91. Із змінами, внесеними згідно із Законами України.  URL: https://zakon.rada.gov.ua/laws/show/86/95-вр#Text
- Закон України «Про природно-заповідний фонд України». Відомості Верховної Ради України (ВВР), 1992, № 34, ст.502. Із змінами, внесеними згідно із Законами України.   URL: https://zakon.rada.gov.ua/laws/show/2456-12#Text
- Положення Про Єдину екологічну платформу «ЕкоСистема». Затверджено Постановою  Кабінету Міністрів України від 11 жовтня 2021 р. № 1065. Урядовий кур'єр від 21.10.2021 — № 202. URL: https://zakon.rada.gov.ua/laws/show/1065-2021-п/print